# Kanalski Vrh
Kanalski Vrh je naselje v Občini Kanal ob Soči.